# Vrbovec (okres Znojmo)
Obec Vrbovec (německy Urbau) se nachází v okrese Znojmo v Jihomoravském kraji. Součástí obce je kromě vesnice Hnízdo i katastrální území zaniklé obce Ječmeniště. Žije zde přibližně 1 300 obyvatel.

## Historie
První písemná zmínka o obci pochází z roku 1243.
28. dubna 1945 zde při tankové bitvě proti mnohanásobné přesile ruských komunistů, jako velitel královského Tigera II., padl slavný Čechoslovák narozený 20.09.1921 v městě Zlaté Hory, šikovatel Kurt Knispel, největší tankové eso všech dob se 168 potvrzenými vítězstvími (195 včetně nepotvrzených). Byl zde hospitalizován v polním lazaretu v budově školy, kde na následky těžkého poranění hlavy 28.04.1945 zemřel. Následně byl pochován za hřbitovní zdí spolu s dalšími padlými.Na základě psích známek a kriminalistické metody superprojekce lebky v dubnu 2013 byl pracovníky Moravského zemského muzea exhumován, identifikován a převezen na Ústřední hřbitov do Brna (podruhé pohřben 12.11.2014 v Brně), kde se aktuálně nachází jeho druhý hrob, jenž je jeho početnými obdivovateli hojně navštěvován. Jako jediný hrob ze stovek obdobných je vybaven dřevěným (dubovým) křížem, na který se složili objevitelé jeho ostatků ve znojemském Vrbovci (Urbau). Místo prvního hrobu Kurta Knispela není bohužel dosud nijak označeno ani vybaveno informační cedulí i když se nachází na obecním pozemku v bývalém jabloňovém sadu (většina stromů padla při exhumaci 2013) za plotem v cípu pozemku, jenž přiléhá na horní straně ke hřbitovu uvnitř nové zástavby bungalovů, přitom se jedná o celosvětově známé místo publikované na tisících webových stránek a v odborné literatuře, které má zásadní význam z hlediska vojenské (zejména tankové) historie.

## Pamětihodnosti
- Kostel Stětí svatého Jana Křtitele
- Socha svatého Jana Nepomuckého na návsi
- Sousoší Nejsvětější Trojice
- Vinohradnická búda Lampelberg nad zaniklou obcí Ječmeniště
- Kaple Panny Marie Pomocné v zaniklé obci Ječmeniště
- Kurt Knispel první hrob (+28.04.1945) největšího tankového esa historie (až 195 tankových vítězství z toho 168 potvrzených), jímž byl slavný Čechoslovák narozený 20.09.1921 v městě Zlaté Hory

## Galerie

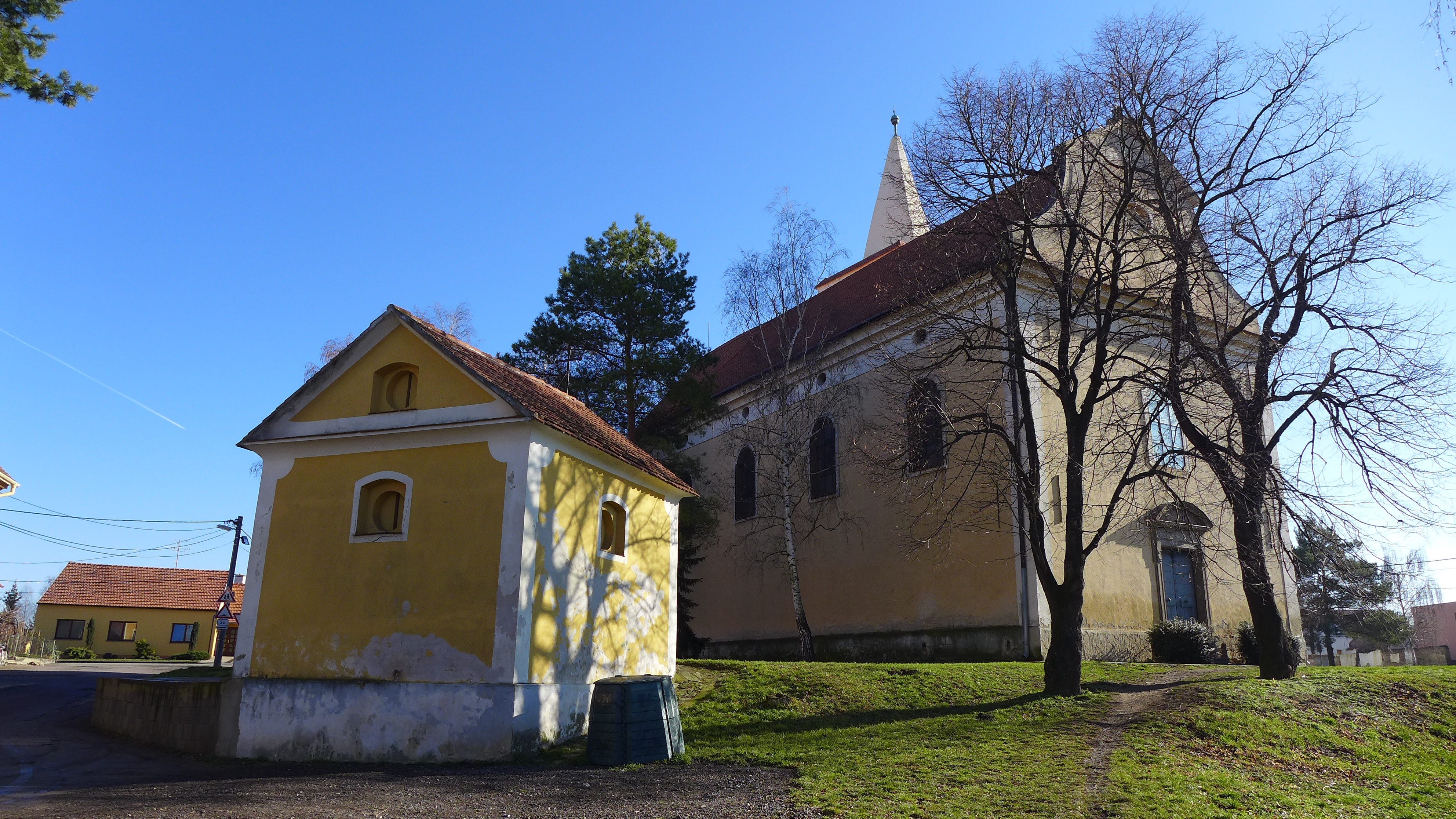
Kostel sv. Jana Křtitele
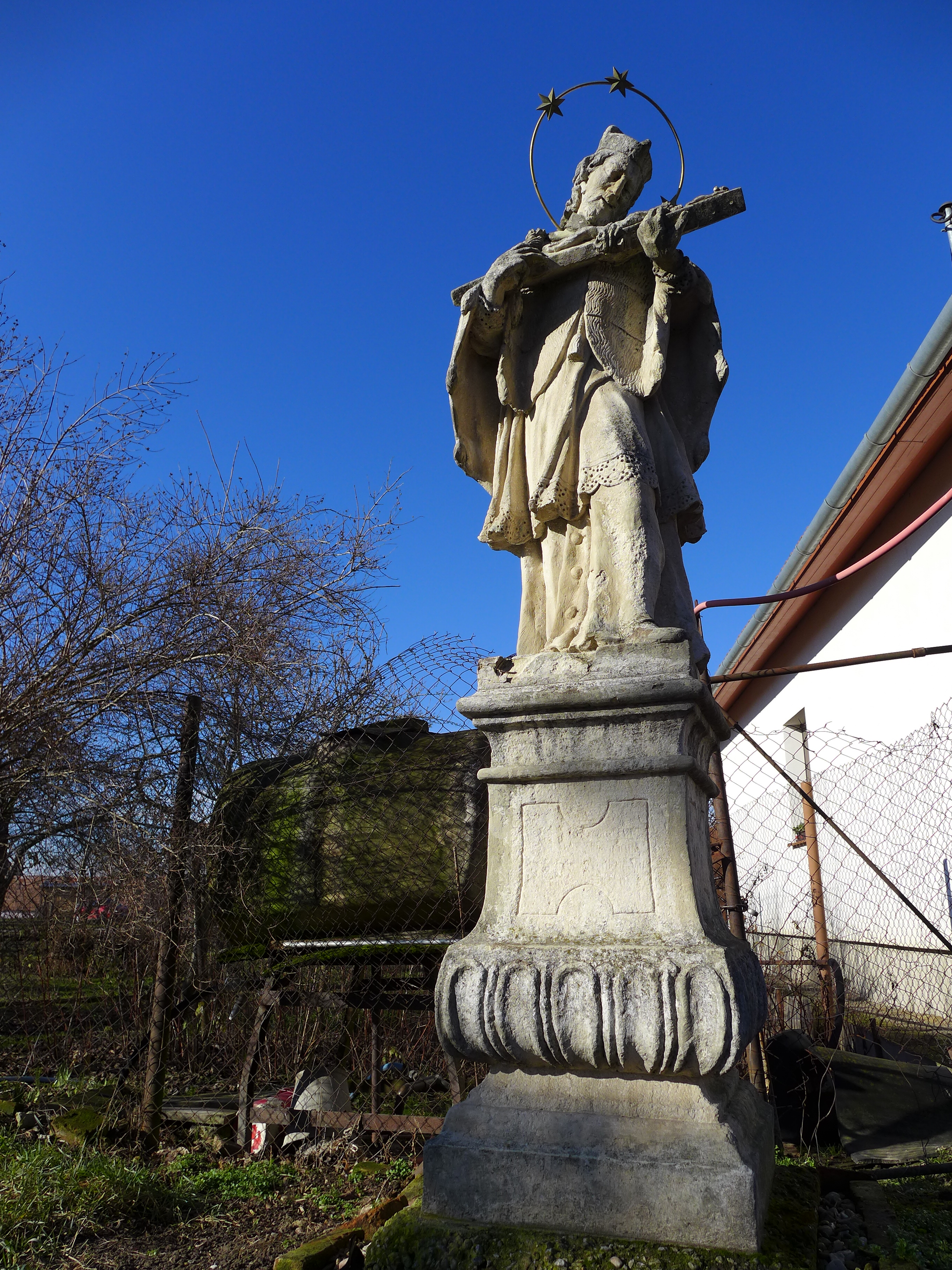
Socha sv. Jana Nepomuckého.JPG
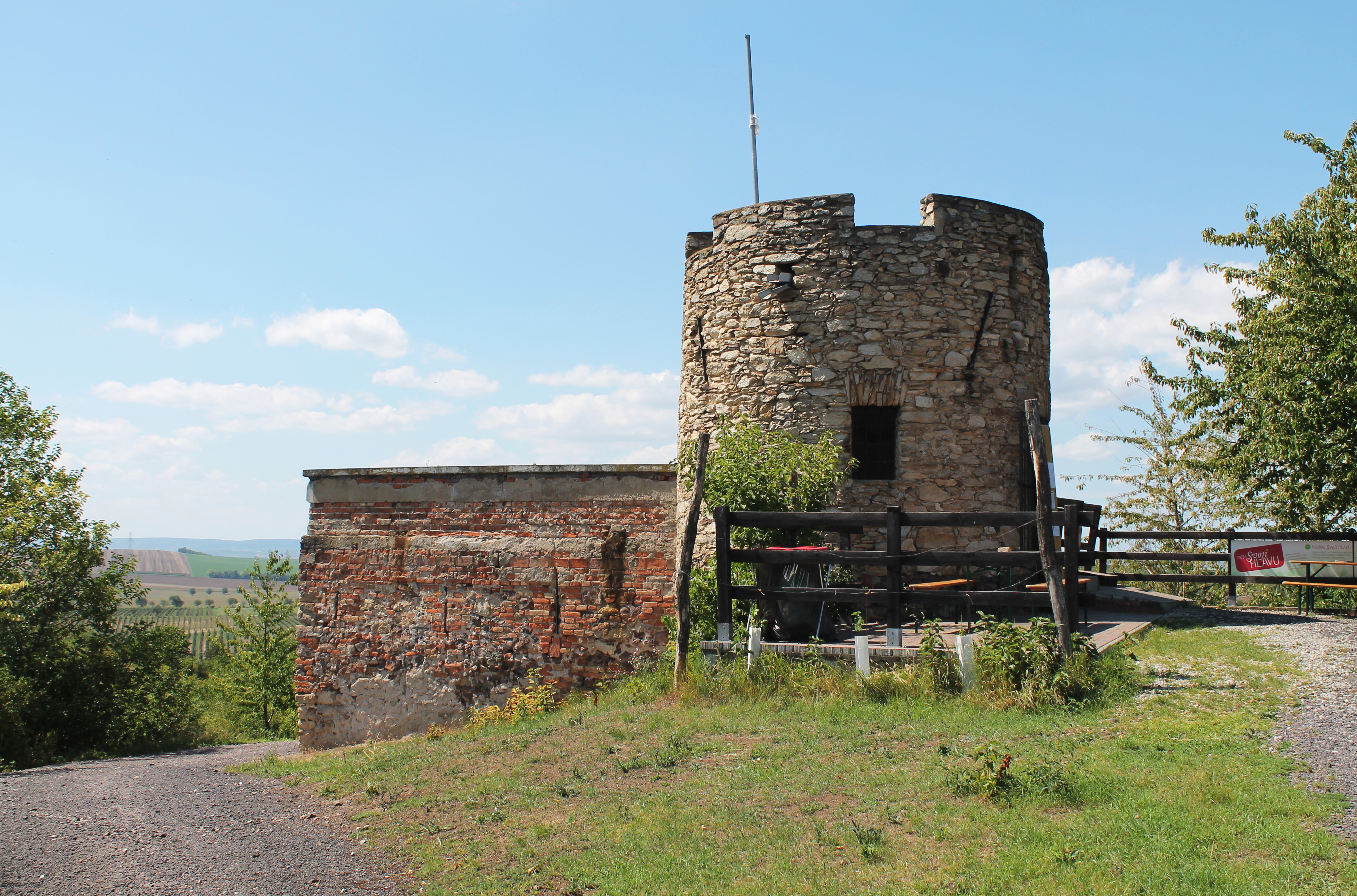
Lampelberg

## Části obce
- Vrbovec (k. ú. Vrbovec a Ječmeniště)
- Hnízdo (k. ú. Vrbovec)